# 市境之南樹
22°28′33″N 120°24′53″E / 22.475926°N 120.414674°E
市境之南樹，是位於臺灣高雄市林園區東汕里、高雄本土最南端汕尾地區的黃槿樹，2011年種植，今為2018年復植的第二代。

## 歷史

### 種植背景
1970年代，隨著十大建設林園工業區林園石化廠建立，林園汕尾就開始有嚴重的汙染公害。1988年林園事件，10月11日，一百多名汕尾居民參與癱瘓整個工業區。1991年8月1日，汕尾民眾在鄉代徐清良、北汕村村長陳進國帶領下，到林園工業區管理中心向工業局局長楊世緘要求興建綠化帶。該年，工業局有鑑於純以木麻黃對工業區綠化成效未達預期成果，開始與臺灣省林業試驗所合作以植其他樹種。林業試驗所六龜分所所長高毓斌一上任，便在林園工業區種植黃槿等樹。
日後，黃槿樹就成為當地人對家鄉的回憶，如林園國小教師蘇曼麗便有寫詩〈故鄉彼欉粿葉樹〉詠嘆。儘管林園事件後有對汕尾作環境改善，但當地的空汙在2011年時依然皆遠超過《空汙法》規範的周界標準，罹癌者多。隨著時間變遷，原先離汕尾沙灘100公尺的黃槿樹群，因海岸線侵蝕而逐漸消失。

### 第一代樹
2008年12月29日，台灣中油三輕擴建案，經環保署環評大會決議有條件過關，其中一條是應在林園鄉廣植樹木。2011年，林園人在爐濟殿公園種植一排50餘株黃槿時，其中有株種不下而被獨立種植，改種在高雄本土最南端的北緯22°28′33.1″N、東經120°24′52.9″E，而被稱為「市境之南樹」。該棵黃槿原距離海岸原本約有20公尺，近東汕路32號，種植位置曾是民宅。據文史工作者戴健城觀察，此處晨曦時原先可遠眺南北大武山，但因霾害及PM2.5日益嚴重，每年可見機會不到70天，以5至9月機率最高。
因市境之南樹所在之處海岸線鬆軟，原先省政府建置綿延離岸堤，但日久潮汐沖刷，成為多處呈現月牙形狀的灣口。2016年8月29日，因海岸線侵蝕嚴重，市境之南樹離海岸線只剩5公尺，便旁填補消波塊。次月，市境之南樹在莫蘭蒂颱風過境後枯死。

### 第二代樹

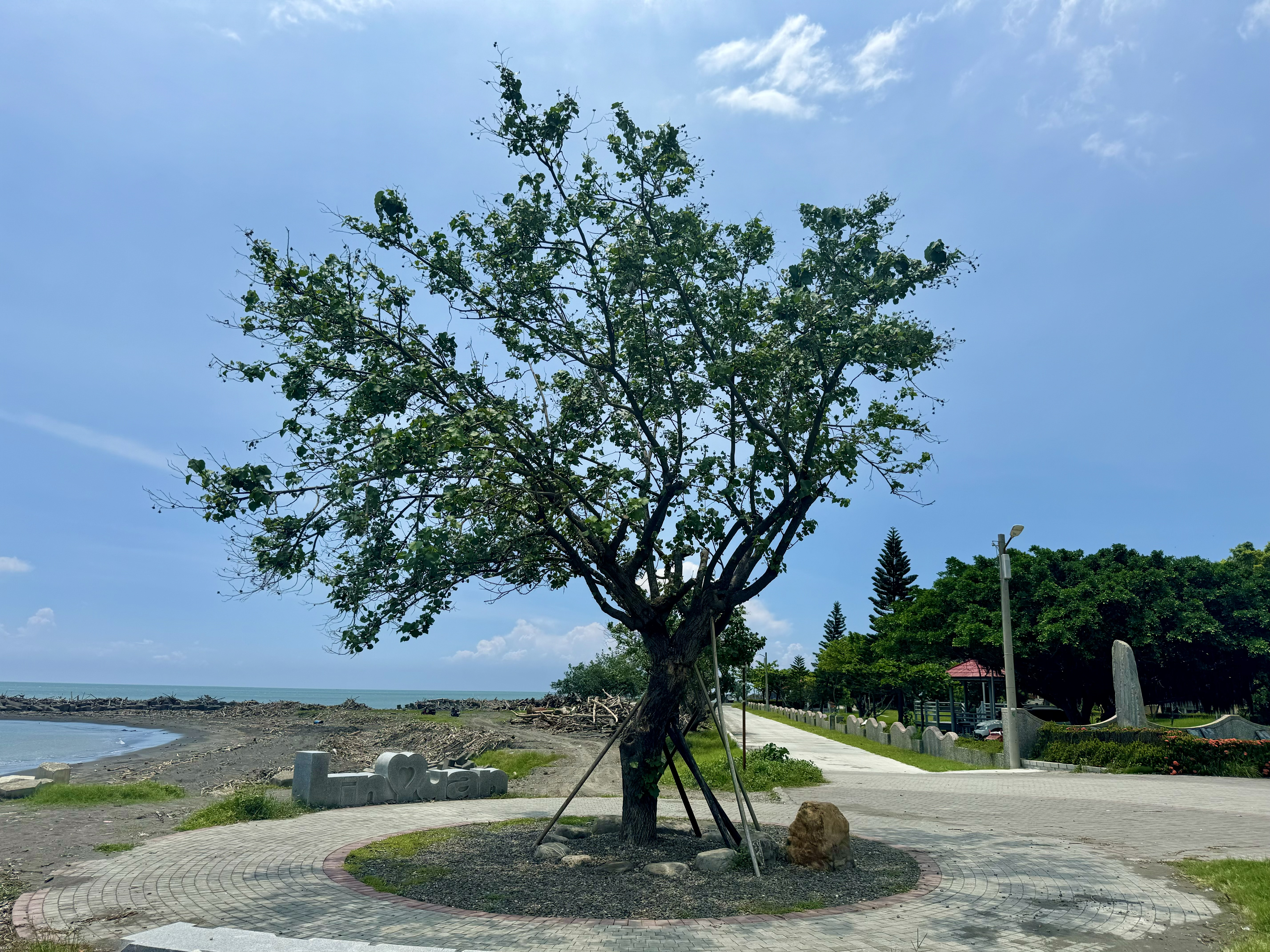
第二代市境之南樹（爐濟殿公園方向）

在地人蘇文華在退休返鄉後與前中芸國小校長邱永昌等夥伴成立林園紅樹林保育學會，在家鄉推動環保。2018年3月11日，由林園紅樹林保育學會、林園區公所、中油石化事業部合作復植市境之南樹第二代。
2019年1月1日，新上任高雄市長的韓國瑜在市境之南樹舉行元旦活動，以眺望早上6點49分從大武山發出的第一道曙光。當天，韓國瑜親自於此棵樹上掛上「高雄發大財」許願牌，因此被崇拜者稱為「國瑜樹」與納為高雄的觀光地之一。該年5月，由波特王替高雄市政府作觀光代言人，就介紹市境之南樹。

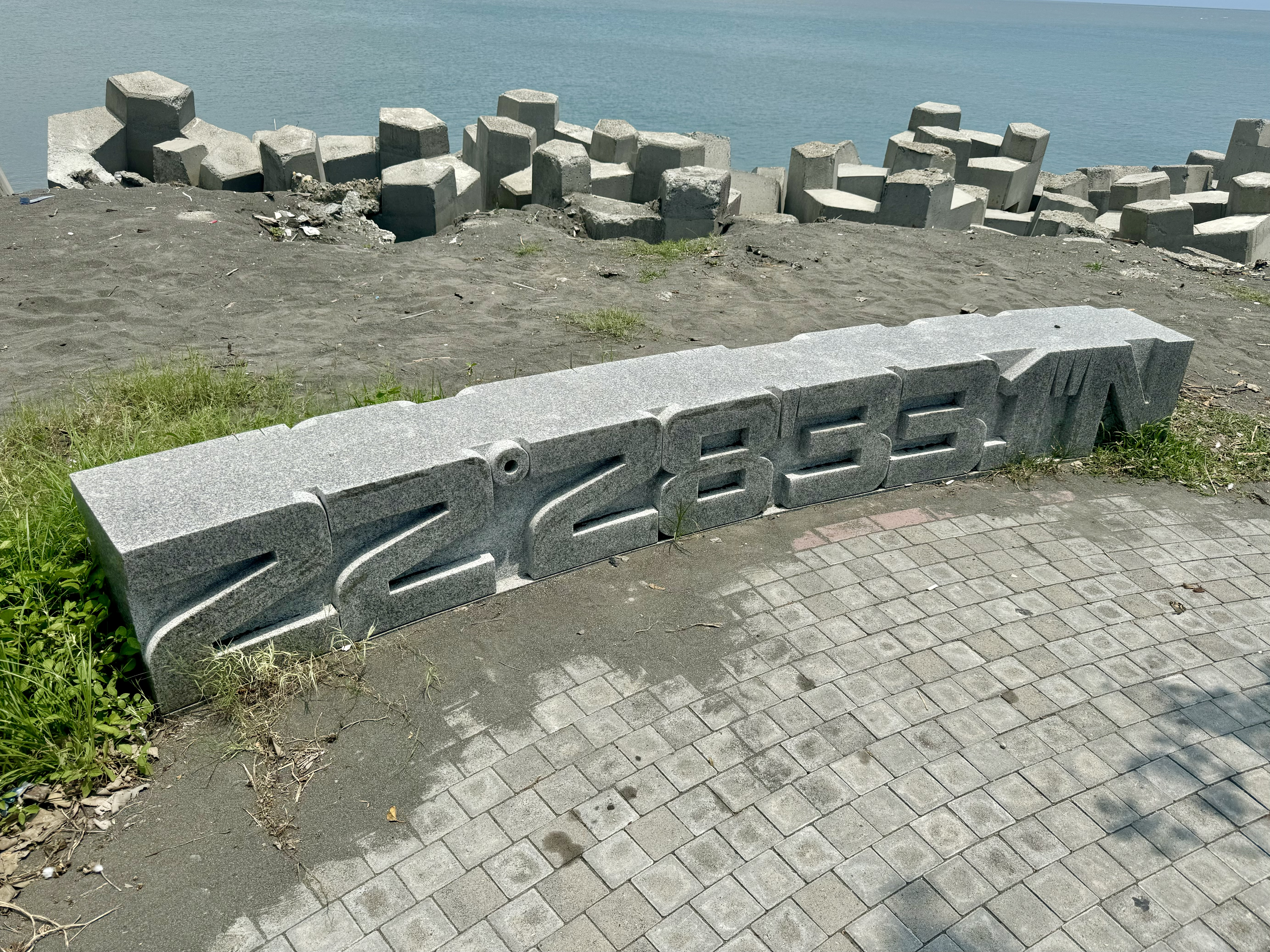
2022年，高雄市府觀光局在市境之南樹旁安裝座標經度、林園英文拼音的裝置藝術，於1月8日啟用。

2020年高雄市市長韓國瑜罷免案期間，5月17日，市境之南樹被掛上「0606高雄人寫歷史」、「0606天佑台灣」黃絲帶。同月23日，市境之南樹因大雨而倒地，當日即由林園區公所出救援怪手前去扶正重植。
2024年7月，市境之南樹遭凱米颱風吹倒時，區公所於27日委請廠商扶正。